# Mari Nakamoto
Mari Nakamoto (jap. 中本 マリ, Nakamoto Mari; * 26. März 1947 in Sendai) ist eine japanische Sängerin, die sich stilistisch zwischen Modern Jazz, Fusion und Pop bewegt.
Nakamoto veröffentlichte 1973 ihr Debütalbum Unforgettable! (Three Blind Mice), auf dem sie von Kunimitsu Inaba, Tetsujiro Obara, Shōji Yokouchi, Yasuro Ozawa und Akira Miyazawa begleitet wurde. In den folgenden Jahren legte sie eine Reihe von Alben unter eigenem Namen vor, die mit eigener Band sowie mit Gastmusikern wie Isao Suzuki und Kazumi Watanabe (Mari Nakamoto III, 1975), Jimmy Rowles (Memories, 1987) und Cedar Walton (What Is Love?, 1997)  entstanden. Ferner arbeitete sie mit Yuzuru Sera, Isao Suzuki, Shigeko Toya, Bingo Miki & Inner Galaxy Orchestra. 1978 trat sie mit Tasuya Takahashi und dem Tokyo Union Orchestra auf dem Jazz Festival Montreux auf. Im Bereich des Jazz war sie zwischen 1973 und 1995 an 32 Aufnahmesessions beteiligt, zuletzt mit dem Album Summertime, bei dem sie vom Reggie Workman Trio (mit Ronnie Mathews und Charli Persip) begleitet wurde. Ihr Repertoire reichte von Jazzstandards wie „Cheek to Cheek“, „You Go to My Head“, „Georgia on My Mind“, „Lover, Come Back to Me“ zu Popklassikern wie „You Are the Sunshine of My Life“, „What a Difference a Day Made“  und „What Are You Doing the Rest of Your Life?“.